# Marian Graczykowski
Marian Graczykowski (ur. 2 sierpnia 1882 w Koźminku, zm. 1963 w Kaliszu) – polski polityk, działacz społeczny i cechowy, radny Kalisza, poseł na Sejm III kadencji w II RP z ramienia Stronnictwa Narodowego.

## Życiorys
Był synem Antoniego, rymarza, i Antoniny z Adamkiewiczów.  
Był właścicielem sklepu meblarskiego w Kaliszu oraz założycielem spółki „Cegielnia Tyniec”. Wieloletni członek, a od 1926 prezes Stowarzyszenia Rzemieślników Chrześcijan pod wezwaniem św. Józefa w Kaliszu. Był zastępcą gospodarza Bractwa Strzelców Kurkowych w Kaliszu. Wspierał działalność straży pożarnej – był członkiem popierającym Kaliskiej Ochotniczej Straży Pożarnej. W wyborach w 1930 uzyskał mandat poselski z listy nr 4 w okręgu wyborczym 16 (Kalisz). W 1934 został wybrany radnym miasta Kalisza z Polskiej Listy Katolicko-Narodowej. W 1939 był zastępcą ławnika sądu pracy przy sądzie grodzkim w Kaliszu. 